# Max Mallmann
Max Mallmann Souto Pereira (Porto Alegre, 18 de outubro de 1968 – Rio de Janeiro, 4 de novembro de 2016) foi um escritor, romancista e roteirista brasileiro.

## Carreira
Gaúcho, Mallmann se mudou para o Rio de Janeiro em 1999 para trabalhar na Rede Globo. Chegou a se formar em Direito pela UFRGS e até passou no exame da OAB, mas nunca exerceu a profissão. 
Seus primeiros livros, publicados quando ainda morava em Porto Alegre, foram Confissão do Minotauro (IEL/IGEL, 1989) e Mundo Bizarro (Mercado Aberto, 1996), que lhe rendeu o Prêmio Açorianos. Já no Rio de Janeiro, pela Editora Rocco, vieram Síndrome de Quimera (2000), obra finalista do Prêmio Jabuti, Zigurate: Uma Fábula Babélica (2003) e a trilogia incompleta composta por O Centésimo em Roma (2010) e As Mil Mortes de César (2014), com A Prole da Loba permanecendo como manuscrito inacabado. A série acompanhava a saga de um anti-herói da Roma Antiga, o centurião Publius Desiderius Dolens, durante o Ano dos Quatro Imperadores.
Era membro ativo do Clube de Leitores de Ficção Científica do Brasil – CLFC, e apoiador do Prêmio Argos de Literatura Fantástica.

### Teledramaturgia
Em paralelo à literatura, foi autor de novelas como Malhação e Coração de Estudante e de séries como Carga Pesada e A Grande Família. Criou a série de televisão Ilha de Ferro (2018) em parceria com a escritora Adriana Lunardi, com quem era casado.

### Morte
Max Mallmann foi diagnosticado com câncer pulmonar em setembro de 2015 e veio a falecer em novembro do ano seguinte.